# Müllingen

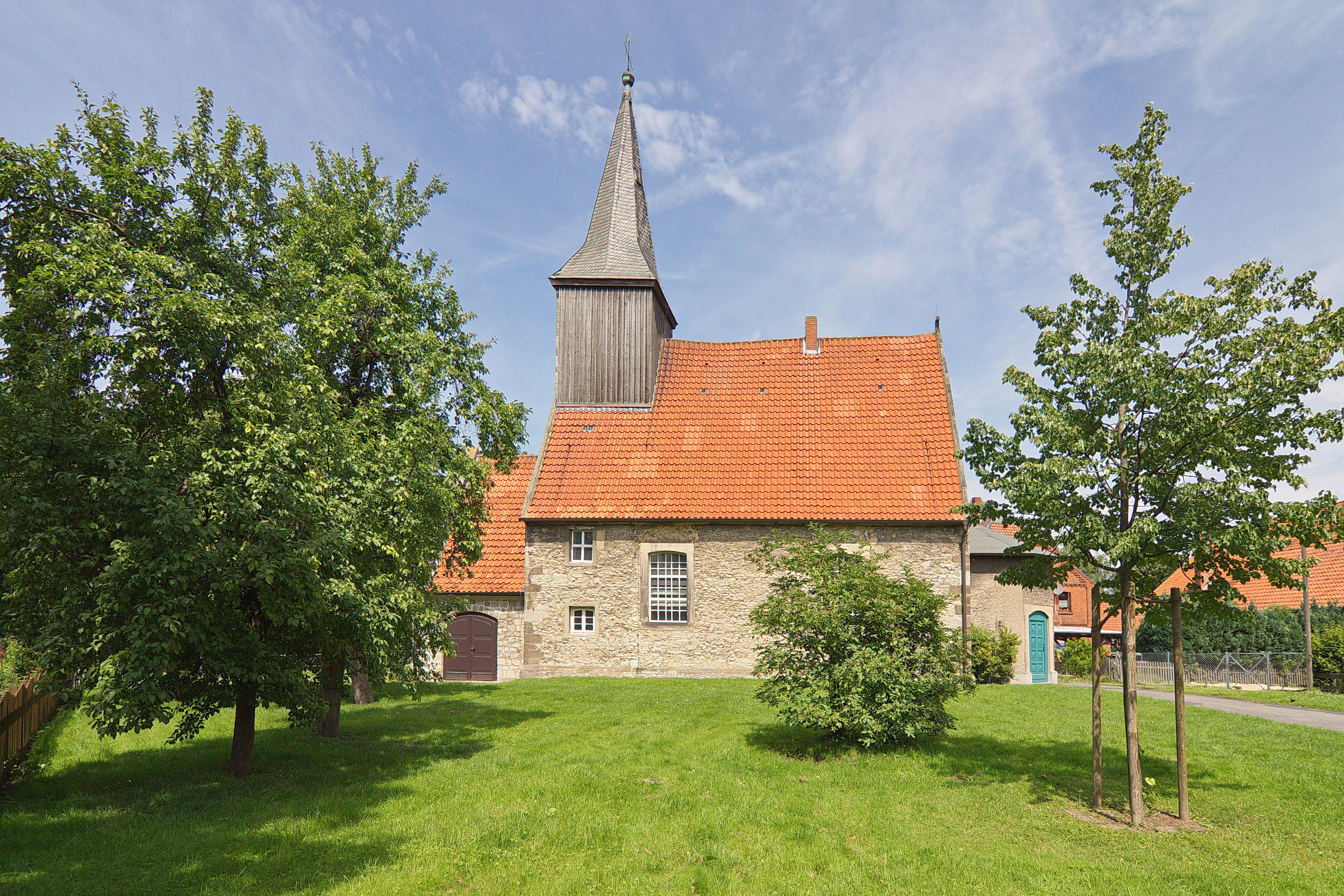
Kirche aus dem 14. Jahrhundert

Müllingen ist ein Ortsteil der Stadt Sehnde, südöstlich von Hannover in Niedersachsen.

## Geschichte
Das älteste erhaltene Dokument, in welchem Müllingen als „Muldinke“ erwähnt wird, stammt aus dem Jahr 1204, als die Herren Grubo von Grubenhagen ihre Vogteirechte über Müllingen verpfändeten.
Müllingen und den Nachbarort Wirringen trennte lange Zeit die Grenze zwischen dem Hochstift Hildesheim und den welfischen Fürstentümern Braunschweig-Wolfenbüttel.
Müllingen wurde im Zuge der Gebietsreform nach Sehnde eingemeindet am 1. März 1974 und somit ein Ortsteil der Gemeinde, heute Stadt Sehnde.

## Politik

### Ortsrat
Ortsbürgermeister ist Karl-Heinz Grun.

### Wappen
Auf blauem Wappenschild ist eine silberne Windmühle abgebildet, auf welcher ein Wappen mit Welfenlöwen liegt.

## Kultur und Sehenswürdigkeiten

### Bauwerke
- Die Kirche in Müllingen aus dem 14. Jahrhundert wurde zuletzt 1964 renoviert und ist ein Baudenkmal.[4]
- Das daneben stehende Pfarrhaus gehört zu den ältesten Gebäuden in Müllingen und ist ebenfalls ein Baudenkmal.

### Baudenkmale

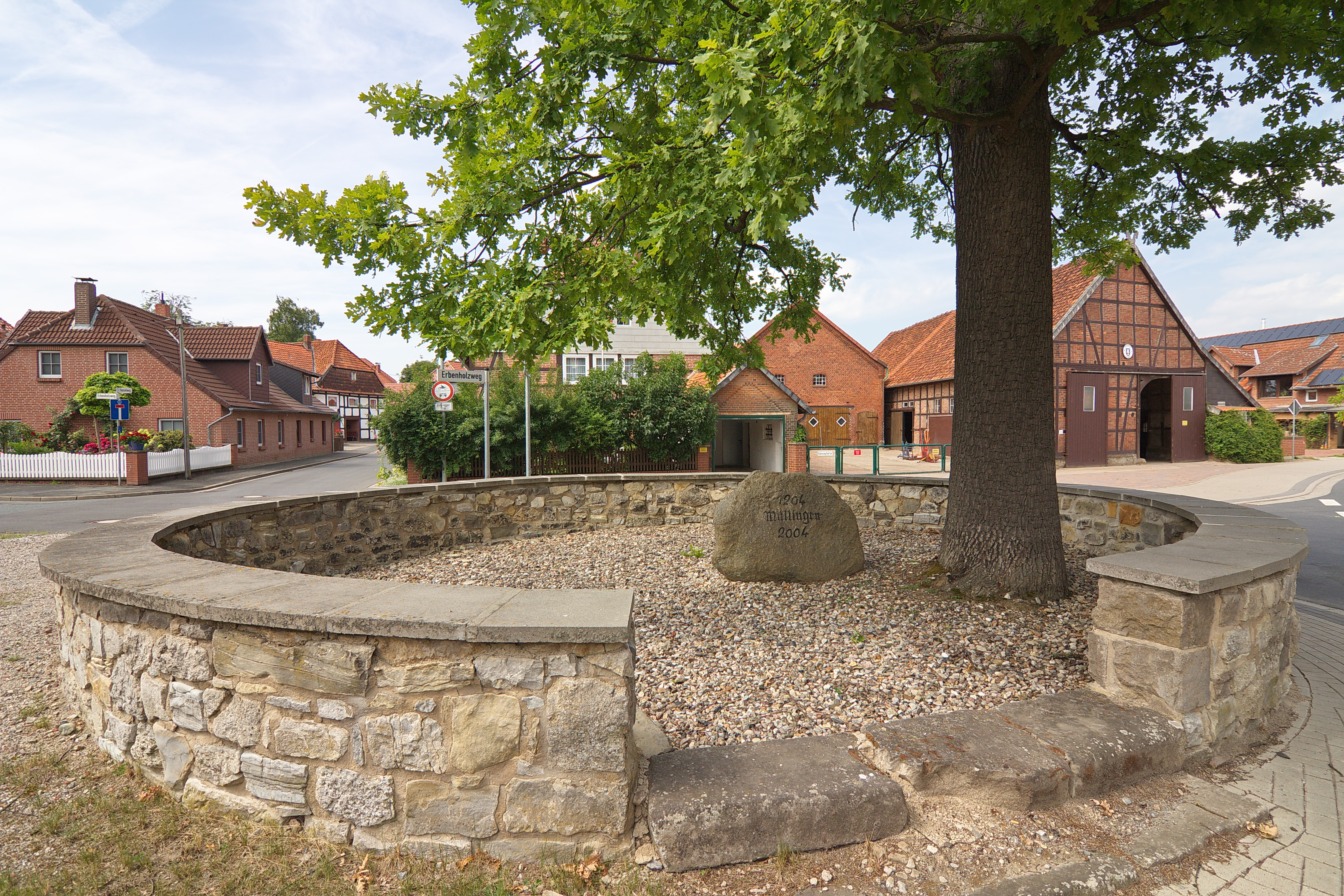
Gedenkstein 800 Jahre Müllingen
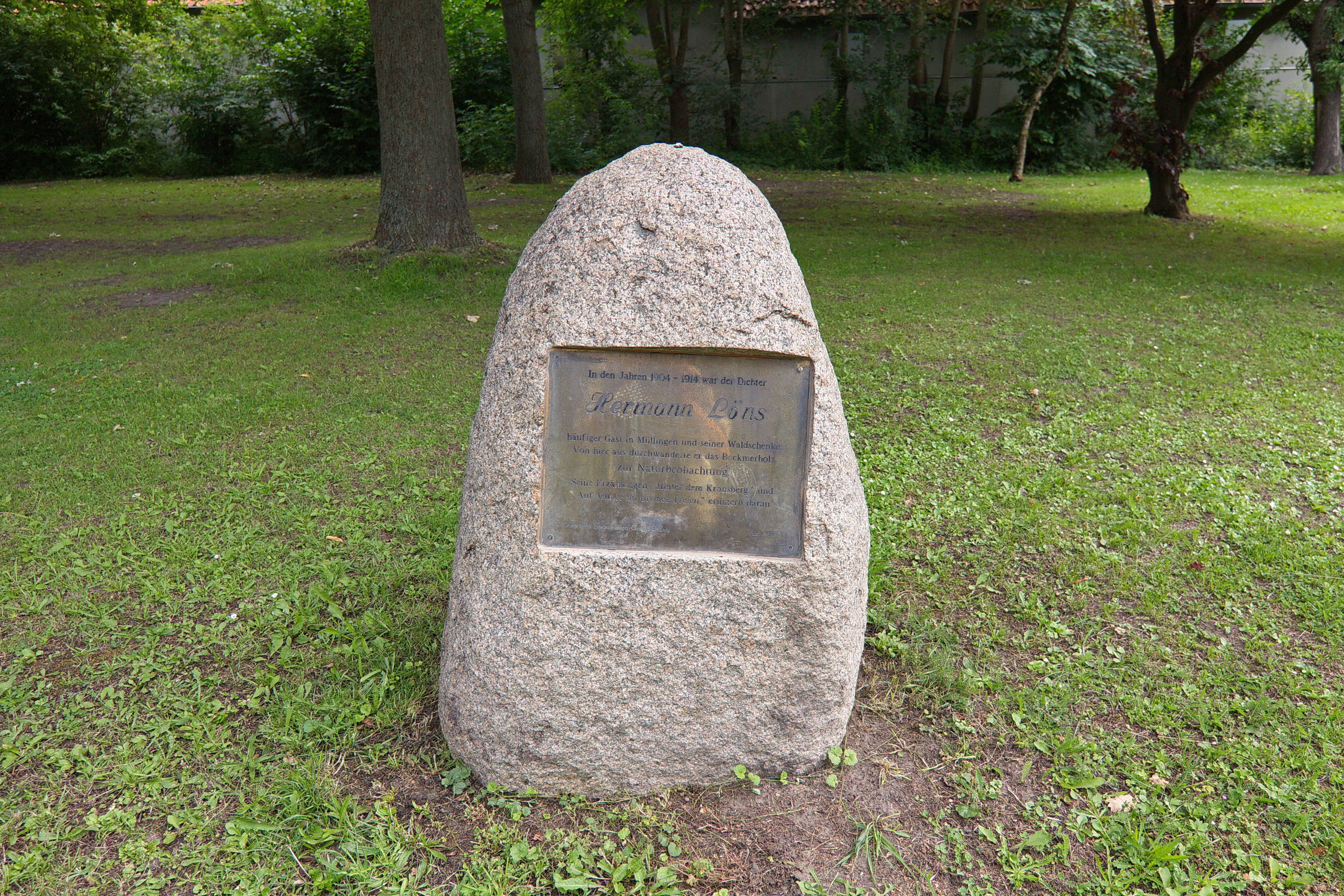
Herrmann-Löns-Gedenkstein
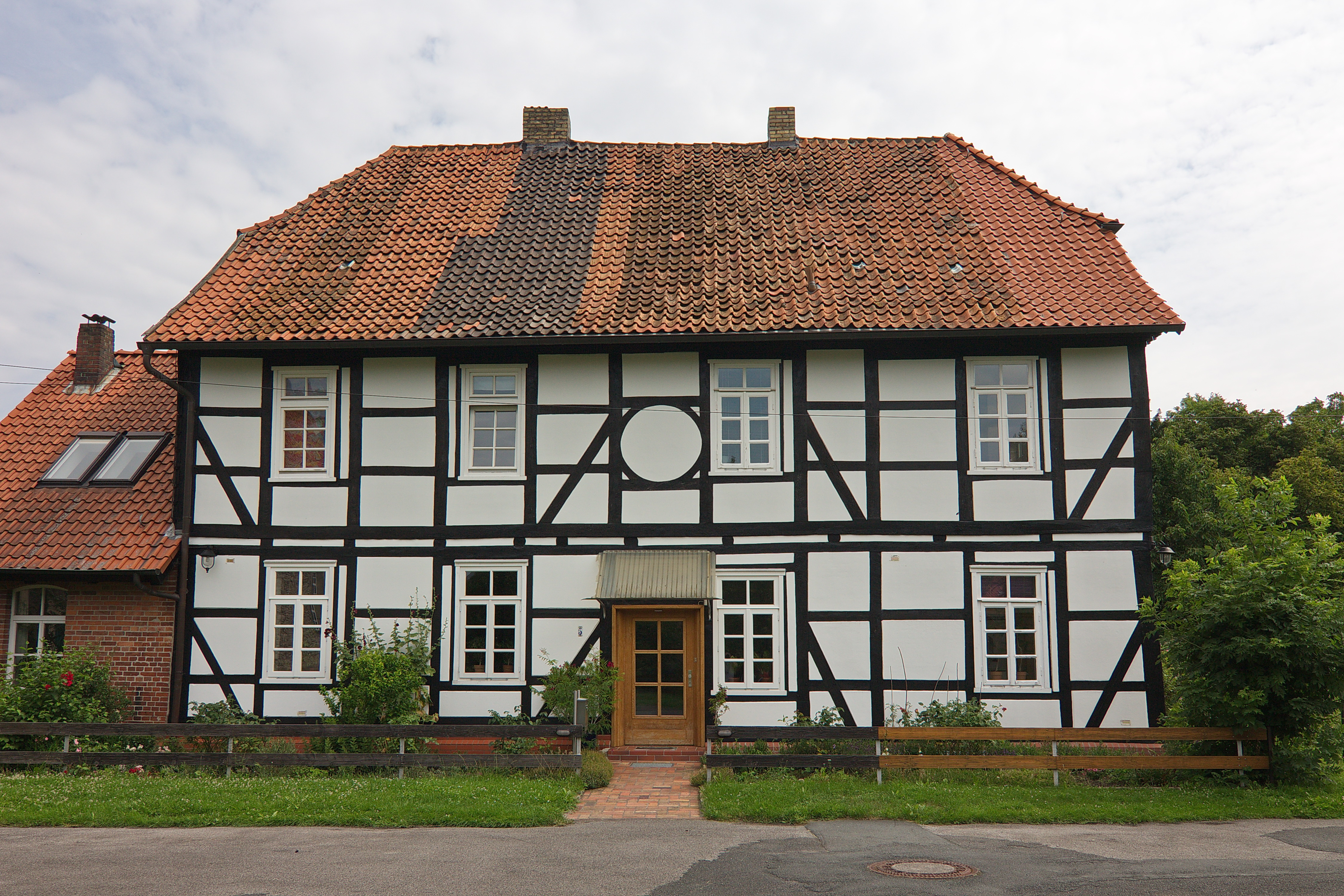
Pfarrhaus
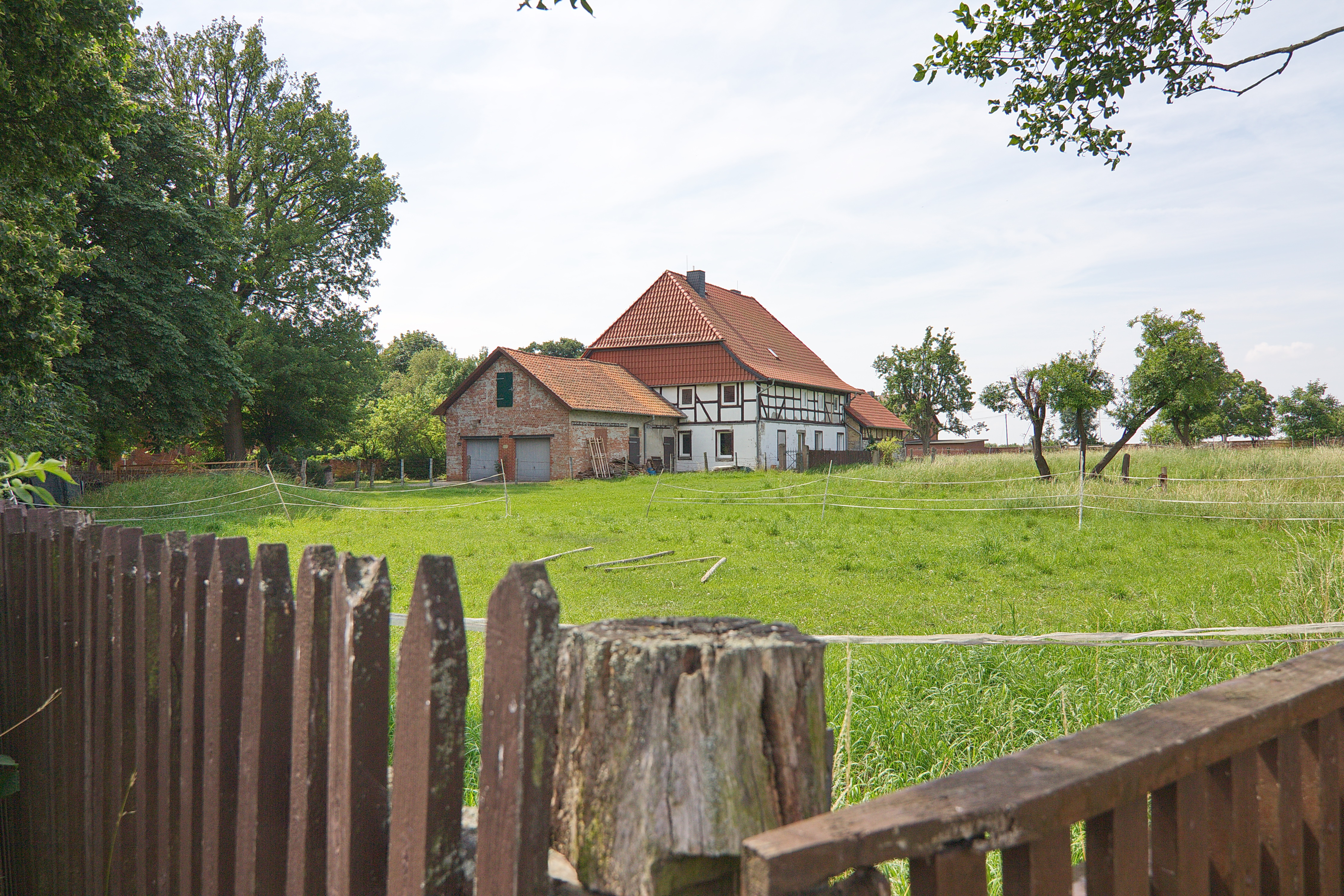
Ortsblick